# Бернашівський заказник
Бернаші́вський зака́зник  — ботанічний заказник місцевого значення в Україні. Розташований у селі Бернашівка Могилів-Подільського району Вінницької області.

## Історія
Створений для охорони ділянки степової рослинності на схилі у долині річки Жван — притоки річки Дністер.
Площа 77 га. Статус присвоєно згідно з рішенням Вінницької обласної ради від 17 грудня 1999 року. Перебуває у віданні Бернашівської сільської ради.
Територія заказника знаходиться на східному (лівому) схилі долини Жвану. Територія витягнута з півночі на південь і прилягає до села Бернашівка. На півночі до неї прилягає лісовий масив. В нижній частині схилу розташована дерев'яна церква Покрова Пресвятої Богородиці, що датується другою половиною XVIII століття.
За рослинним покривом територія заказника — досить типовий лучний степ із переважанням характерної для цих умов рослини — тонконогу вузьколистого. Подекуди як домінант виступає пирій повзучий. На найстрімкіших та найосвітленіших ділянках переважає типчак (костриця валійська). Флористичний склад ділянки за попередніми даними складає близько 200 видів судинних рослин. Серед них чимало видів, які звичайно утворюють флористичне ядро лучних степів України. Це суниці зелені, анемона лісова, гадючник звичайний, жовтець багатоквітковий, горошок тонколистий, чебрець Маршалла та інші. Значні популяції утворюють суниці зелені, любочки щетинисті. У складі флори виявлені 5 видів осоки — осока рання, осока стягнута, осока весняна, осока шерстиста, осока Мікелі.
Специфічним є рослинний світ скелеподібних відслонень вапнякових порід, розташованих у верхній частині схилів. Тут виявлено зростання трьох видів специфічних невеликих скельних папоротей — аспленій муровий, аспленій волосоподібний, пухирник ламкий. Це малопоширені в Україні види, приурочені до виходів кам'яних порід. На відслоненнях також рясно зростають очиток їдкий та очиток шестирядний, тонконіг стиснутий, дзвоники ріпчастовидні, чебрець двовидний.
У флорі заказника виявлено низку рідкісних та малопоширених видів, зокрема, двох видів. занесених до Червоної книги України — ковила волосиста та булатка великоквіткова. Із регіонально рідкісних видів зростають китятки сибірські, китятки молдавські, фіалка гола, воловик несправжньоподібний, горицвіт весняний, анемона лісова, кілька видів шипшин. Також, на території заказника виявлено цікаві види степової флори — осока весняна, астрагал борознистий, залізняк бульбистий та інші.
Заказник Бернашівський — одна з небагатьох вцілілих ділянок степу на півдні Вінницької області.

## Галерея

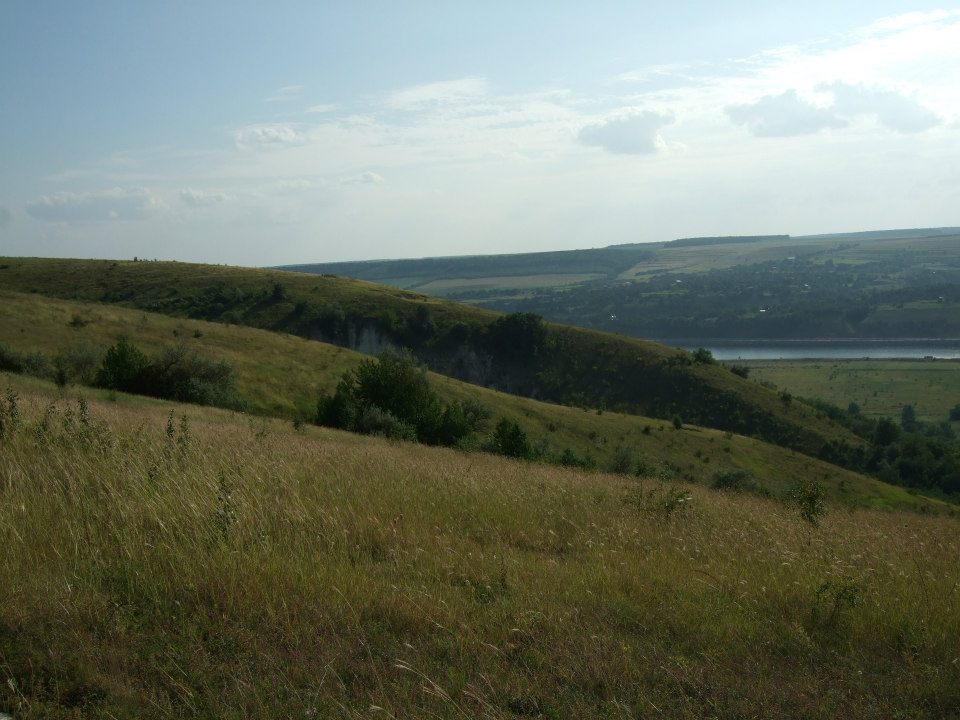
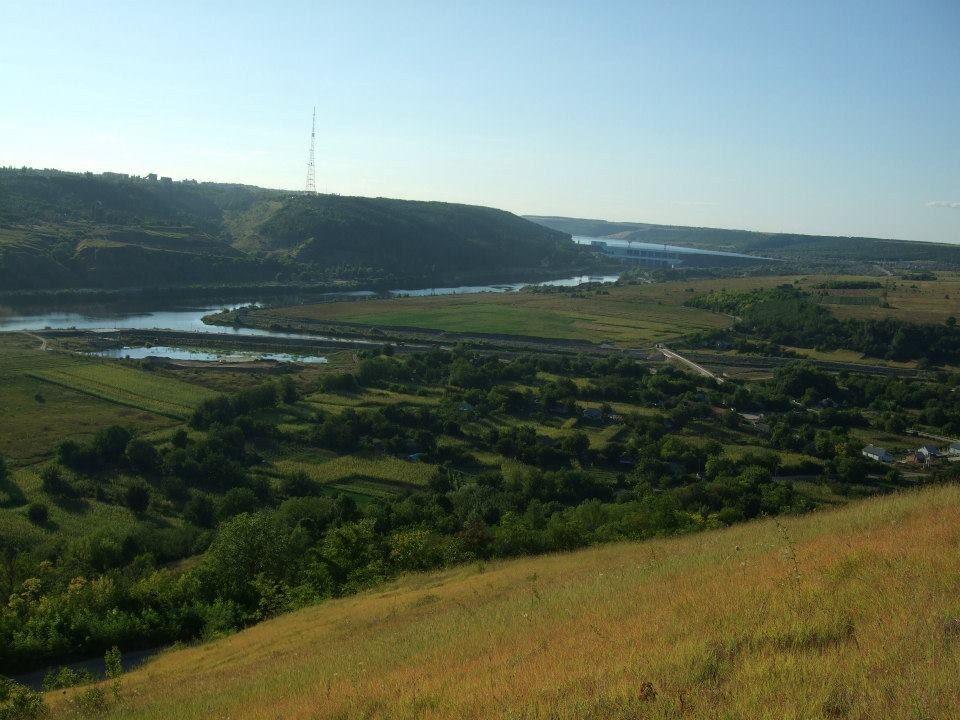
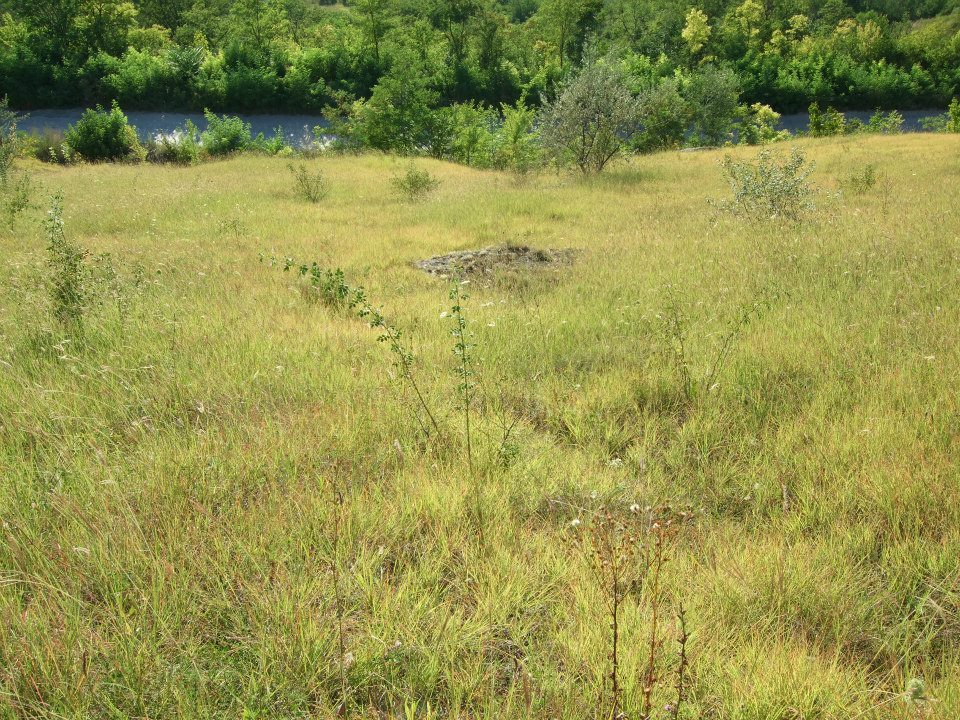
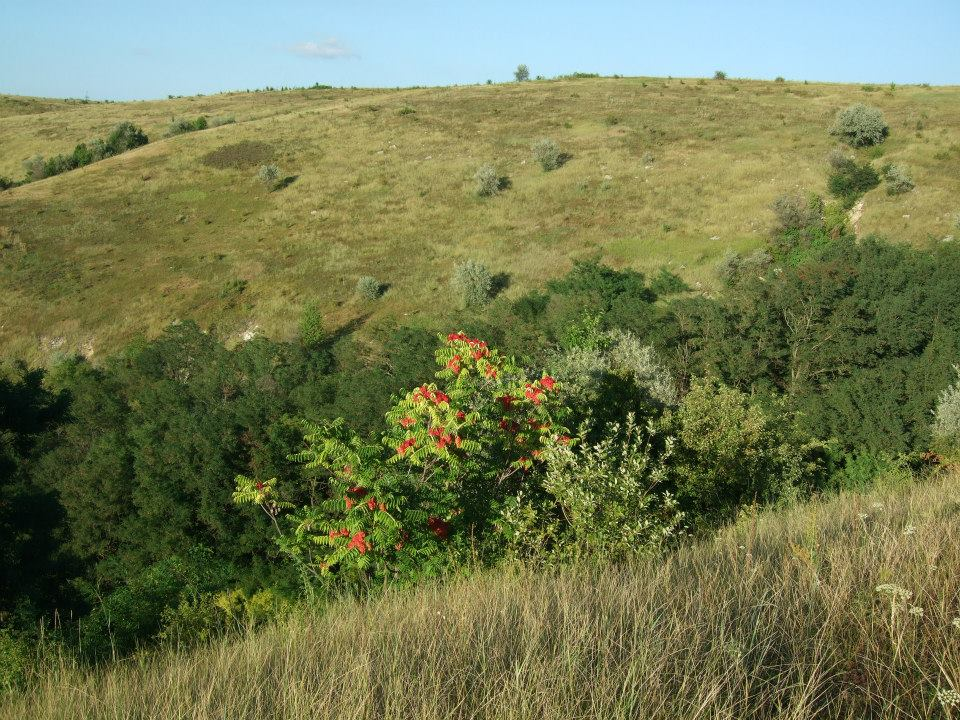
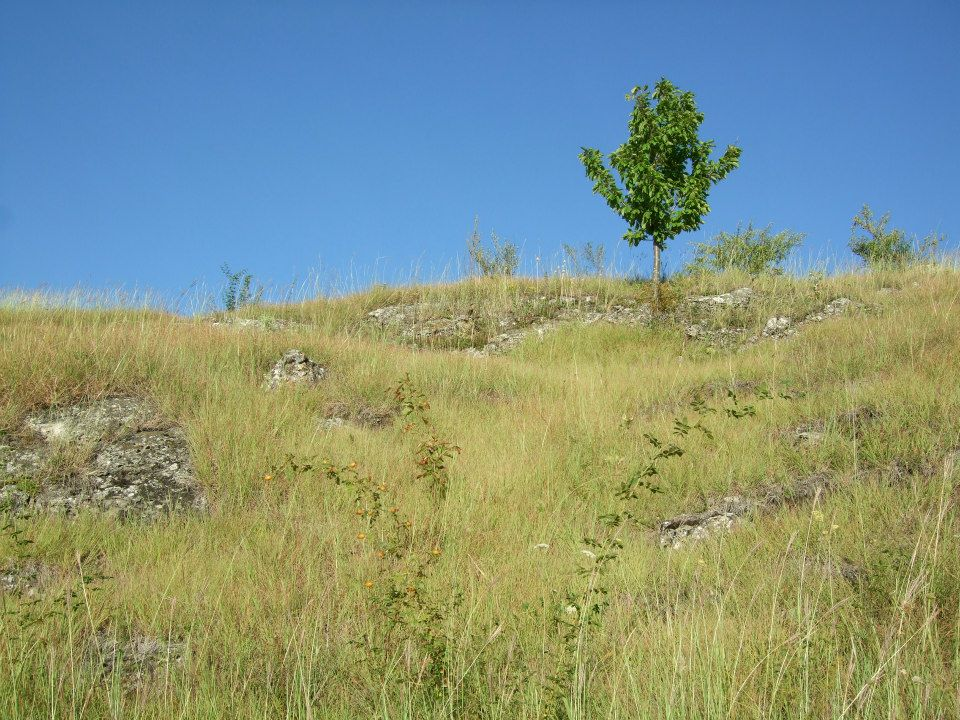
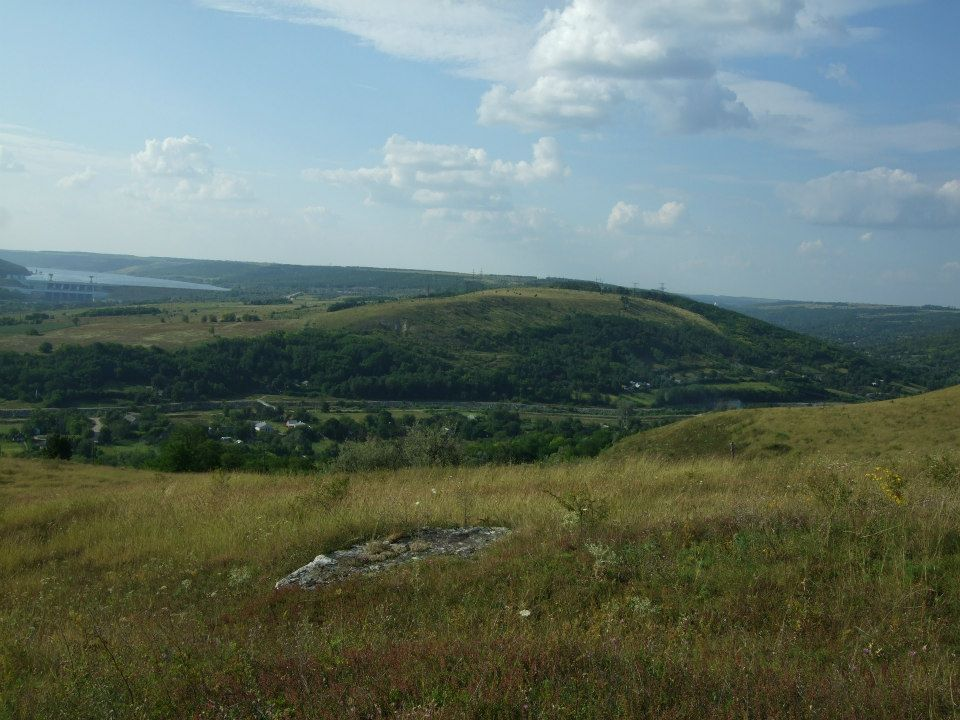
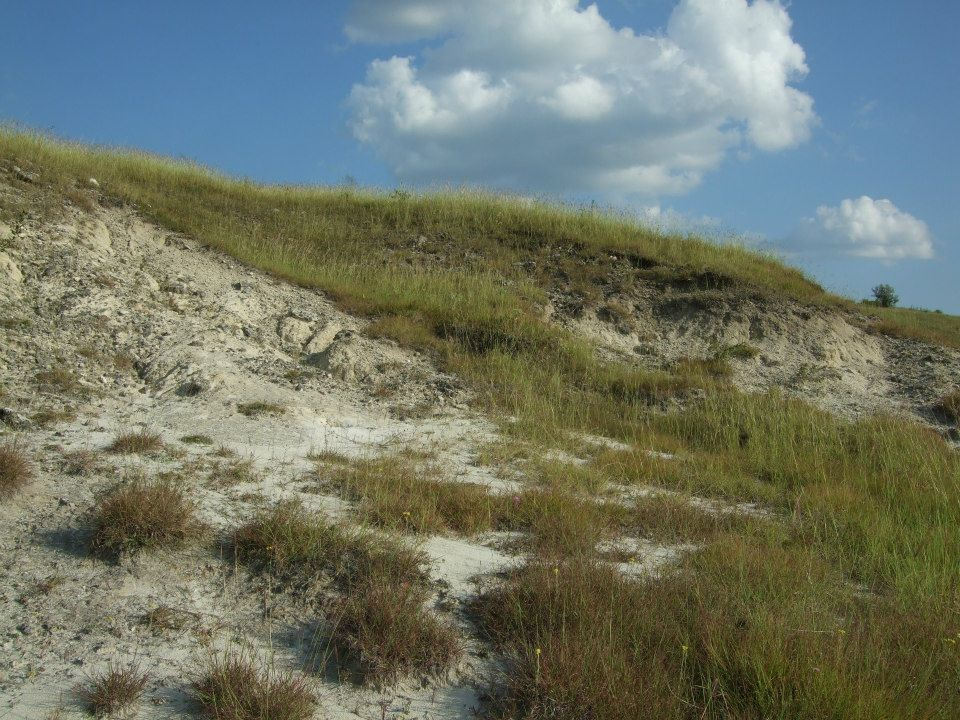
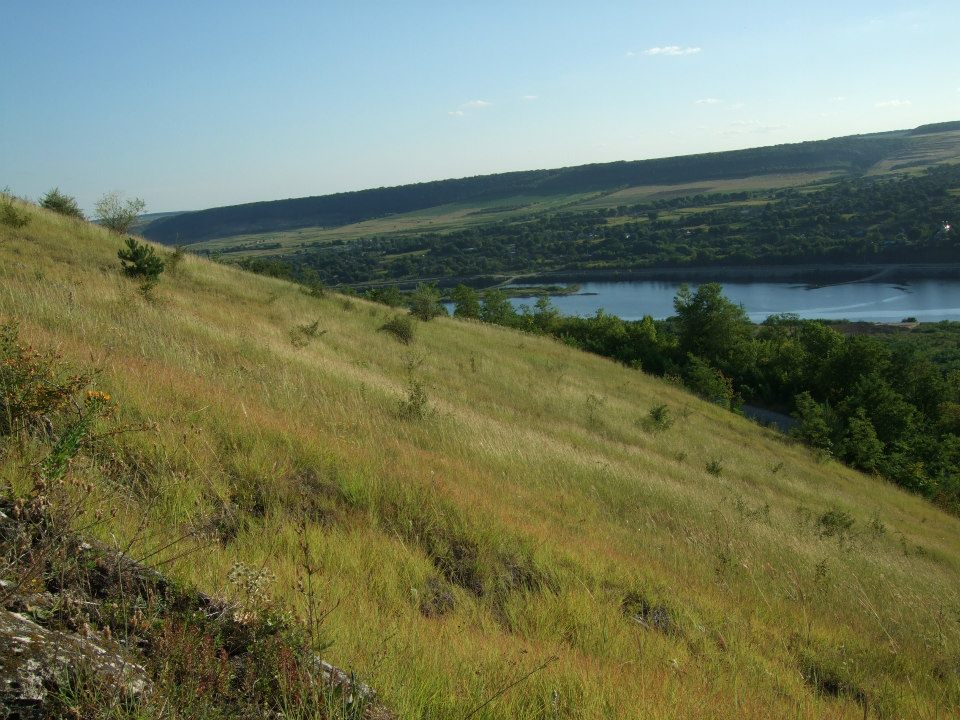
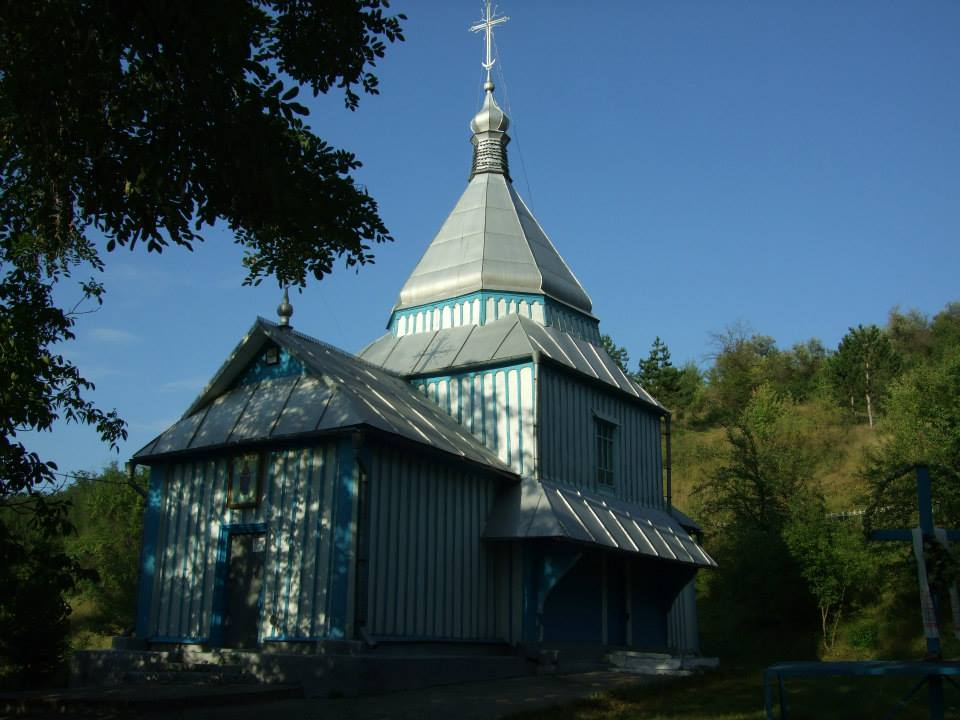